# Gambaiseuil
Gambaiseuil is een gemeente in het Franse departement Yvelines (regio Île-de-France) en telt 66 inwoners (2009). De plaats maakt deel uit van het arrondissement Rambouillet.

## Geografie
De oppervlakte van Gambaiseuil bedraagt 22,0 km², de bevolkingsdichtheid is dus 3 inwoners per km².
De onderstaande kaart toont de ligging van Gambaiseuil met de belangrijkste infrastructuur en aangrenzende gemeenten.

## Demografie
Onderstaande figuur toont het verloop van het inwonertal (bron: INSEE-tellingen).